# American Geophysical Union
De American Geophysical Union (afgekort AGU) is een non-profitorganisatie van geofysici met meer dan 40.000 leden in meer dan 130 landen. Doel van de organisatie is het verspreiden en de organisatie van wetenschappelijke informatie, voornamelijk op het gebied van geofysica, en verwante vakgebieden binnen de aardwetenschappen. De AGU probeert de samenwerking tussen geofysici uit verschillende vakgebieden of landen te stimuleren en financiert wetenschappelijk onderzoek. Daarnaast reikt ze diverse wetenschappelijke onderscheidingen uit en geeft ze verschillende wetenschappelijke tijdschriften uit.
De AGU werd in 1919 opgericht op initiatief van de Amerikaanse National Research Council. Tot 1972 was het genootschap niet aangesloten bij de National Academy of Sciences. Pas vanaf dat jaar staat het lidmaatschap open voor geleerden en studenten overal ter wereld.
Onder de tijdschriften die AGU uitgeeft zijn bijvoorbeeld het wekelijkse Eos en negentien peer reviewed tijdschriften zoals het Journal of Geophysical Research en de Geophysical Research Letters.
De jaarlijkse conferentie van de AGU in San Francisco in december is de grootste jaarlijkse wetenschappelijke conferentie ter wereld. In 2007 namen meer dan 17.000 geleerden deel. Daarnaast organiseert de AGU samen met andere aardwetenschappelijke genootschappen als de Geochemical Society, de Mineralogical Society of America, de Canadian Geophysical Union en de European Geosciences Union elke lente een conferentie op een wisselende locatie ergens ter wereld. Deze lente-conferentie ontstond eind jaren 90 uit een conferentie van de AGU die jaarlijks in Baltimore gehouden werd.